# Gmobile
Gmobile, tên đầy đủ là Công ty Cổ Phần Viễn thông Di Động Toàn Cầu, viết tắt Gtel Mobile Jsc., là một nhà điều hành mạng điện thoại di động Việt Nam.
Tiền thân của Gmobile là Beeline, hiện tại thương hiệu Gmobile thuộc sở hữu của Gtel Mobile. Gtel Mobile lại thuộc sở hữu của Tổng công ty Công nghệ – Viễn thông Toàn cầu (Gtel), một công ty nhà nước thuộc Cục an ninh mạng và phòng chống tội phạm sử dụng công nghệ cao, Bộ Công an.

## Lịch sử
Công ty Cổ phần Viễn thông Di Động Toàn Cầu (Gtel Mobile Jsc.) được thành lập ngày 8/7/2008, là liên doanh giữa hai cổ đông gồm Tổng Công ty viễn thông Toàn cầu (GTel Corp) Việt Nam và Tập đoàn VimpelCom từ Liên bang Nga.
Tháng 4/2012, phía Vimpelcom rút lui và đã chuyển giao toàn bộ cổ phần của họ trong liên doanh cho phía Việt Nam, qua đó đưa GTel Mobile JSC chính thức trở thành doanh nghiệp viễn thông 100% vốn trong nước, hoạt động trong thị trường viễn thông Việt Nam.
Cho đến tháng 8/2012, GTel Mobile JSC khai thác và sử dụng thương hiệu BeelineVN tại thị trường viễn thông Việt Nam. Tháng 9/2012 GTel Mobile JSC công bố và chính thức tái cung cấp dịch vụ dưới thương hiệu mới Gmobile thay thế cho thương hiệu BeelineVN.
Ngày 17 tháng 09, năm 2012 được coi là ngày thành lập Gmobile, dù có kế thừa Beeline Việt Nam. Sau khi chuyển đổi đầu số của mạng vẫn giữ nguyên như cũ là 099 và 0199, riêng đầu số 099 được xem là đầu số vàng của lĩnh vực Viễn thông.
Từ năm 2018, Gmobile đã dừng hoạt động nhiều trạm phát sóng tại Quảng Trị, Đà Nẵng, Trà Vinh... Nhà mạng này nợ tiền thuê mặt bằng và không bảo trì hay phá dỡ trạm phát sóng, bỏ mặc các trạm có nguy cơ đổ sập.
Từ cuối năm 2019, nhiều người ở Thành phố Hồ Chí Minh phản ánh tình trạng sóng chập chờn của Gmobile buộc họ phải chuyển qua roaming dùng sóng của VinaPhone tạm thời để giữ số.
Trong các năm 2020 đến 2023, có thêm nhiều người dùng Gmobile phản ánh về việc mất sóng, bị thu hồi số. Dù vậy, Gmobile vẫn tài trợ cho Vietnam Idol 2023.
Ngày 1 tháng 3 năm 2024, Bộ trưởng Bộ Công an Tô Lâm đã phát động công an sử dụng mạng Gmobile.

## Thị phần và đối thủ cạnh tranh
Gmobile đã giành được 3.2% thị phần (dựa trên doanh thu) trong năm 2012, trở thành nhà mạng lớn thứ 5 Việt Nam.
Đối thủ cạnh tranh chính của nó là Viettel với 40.67% thị phần, Vinaphone với 30%, và MobiFone với 17.9%, trong số đó Vinaphone được sở hữu bởi VNPT (Mobifone đã tách ra khỏi VNPT từ năm 2014). Cùng với nhau, ba nhà mạng lớn này kiểm soát gần 90% thị trường. Các đối thủ cạnh tranh có ý nghĩa khác là Vietnamobile với 8%.
Gmobile đã có 3,2 triệu thuê bao vào năm 2012.
Theo thông tin mới nhất của Bộ Thông tin và Truyền thông thì Gmobile hiện có 230.000 thuê bao, thấp hơn hẳn so với những năm trước đây.